# 通向实在之路
《通向实在之路：宇宙法则完整指南》是英国数学物理学家罗杰·彭罗斯于2004年出版的一本现代物理学科普书。  它涵盖了粒子物理学标准模型的基础知识，讨论了广义相对论和量子力学，并讨论了这两种理论可能的统一。

## 概述
这本书讨论的是物质世界。19世纪的科学家认为许多领域是独立的，例如电和磁，但它们实际上是更基本属性的方面。一些教材，无论是通俗的还是大学水平的，都将这些主题作为独立的概念介绍，然后在很久以后才揭示它们的组合。 《通向实在之路》逆转了这个过程，首先阐述了时空的底层数学，然后展示了电磁学和其他现象是如何完全形成的。
这本书刚好超过1100页，其中前383页是有关数学的——彭罗斯的目标是让好奇的读者了解深入了解本书其余部分所需的数学工具。物理学在第383页以时空为主题进入讨论。从那里它转到时空中的场，从第一原理推导出经典的电力和磁力；也就是说，如果一个人生活在某种特定的时空中，这些场就会自然地发展。在进行量子物理、粒子理论和量子场论的全面讨论之前，能量和守恒定律出现在拉格朗日量和哈密顿量的讨论中。对量子力学中测量问题的讨论用了整整一章来描述；超弦问题在书的末尾用了一章来描述，圈引力和扭转理论也是如此。本书最后探讨了其他理论和可能的前进方向。
最后几章反映了彭罗斯的个人观点，在某些方面与他认为的理论物理学家中的当前流行观点有所不同。他对弦理论持怀疑态度，相比之下他更喜欢圈量子引力理论。他对自己的方法，扭子理论非常乐观。他还对意识在物理学中的作用持有一些有争议的观点，正如他早期著作中所阐述的（参见《心灵的阴影》）。
与科普书不同的是，本书为读者设置了数学和理论物理练习。这些是根据难度进行排名的，从“非常简单”到“不容小觑”。早期版本的序言表明解决方案将在 www.roadsolutions.ox.ac.uk 上发布（序言，第 xx 页）。然而，该网站最终下线之前，只提供了第二章和第三章问题的解决方案，这些解决方案归功于当时的博士生尼古拉斯·艾尔斯 (Nicholas Iles)。 

## 学术反响与评价
根据Brian Blank的说法：
对于普遍关注物理学的数学家而言，彭罗斯的著作堪称不证自明的选择。而其他数学家即便仅作浏览，亦能通过《通向实在之路》窥见数学构造渗透理论物理学的深刻程度。当今阐释基础物理学前沿的著作汗牛充栋，但只需将彭罗斯的作品与近年同类著作稍加对比……便会理解书评人为何执意以最高标准审视本书——它确属「独一无二」的存在。这也使我的终极推荐不言自明：对于所有希望在通俗读物与研究生教材之间的知识层级上理解现代物理的读者，《通向实在之路》都是当下唯一的选择。——Blank, Brian.  (PDF). 美国数学会通讯. 2006, 53 (3): 661–666.（引自第666页）
根据Nicholas Lezard 的说法：
若衡量伟大作家的标准在于不将读者视作愚人，那么彭罗斯当之无愧——这也解释了本书何以能长期占据畅销榜单。——Lezard, Nicholas. . 卫报. 2006年2月11日.
据李·斯莫林所述：
彭罗斯的独特之处在于，他毫不避讳地指出自己推崇理论中的缺陷与空白。他让我们回想起物理学界尚未学会大肆炒作观点的那个时代——那时的主流学术伦理要求研究者诚实地阐释理论优劣，让观点与结果自己发声。
彭罗斯思想的核心是一系列论证，这些论证使他相信：若要实现量子力学与引力的统一，就必须对量子理论进行修正。这一立场导致他既反对弦理论，也排斥诸如圈量子引力等竞争性理论。更重要的是，他挑战了后标准模型理论研究中一个近乎共识的预设——在探索统一理论时，可以暂时忽略测量难题和量子引力等基础问题。

尽管彭罗斯提出的量子理论修正方案未必成功，但它具备弦理论至今缺乏的一个特征：可通过实验进行验证。——Smolin, Lee. . Physics Today. 1 February 2006, 59 (2): 55. doi:10.1063/1.2186285 .
根据Frank Wilczek 的说法：
若将《通向实在之路》视为科学论著，它在诸多方面确实存在问题。作者试图面向大众深入探讨理论物理与宇宙学的前沿课题，这种定位使其既无需提供技术细节，也不必直面具体实验问题，更无须接受同行专家的严格评判——伽利略当年虽成功完成过类似壮举，但那个时代的科学复杂度与今日不可同日而语！书中关于高能物理与量子场论的章节尤为欠妥：尽管篇幅精炼，却存在若干硬伤——卡比博角（Cabibbo angle）并不支配K⁰与反K⁰介子混合形成长/短寿命K介子的过程；电弱对称性破缺不存在所谓"不同方向"的选择；该相变过程中也绝不会出现普通超导体相变中不存在的无序现象。

总而言之，这部非凡著作虽有诸多值得推崇与借鉴之处，但以最高学术标准衡量，《通向实在之路》仍存在深刻缺陷。——Wilczek, Frank. . Science. 11 February 2005, 307 (5711): 852–853. S2CID 170304831. doi:10.1126/science.1106081. (quote from p. 853)

## 版本
- Jonathan Cape（第一版），2004年，精装本，ISBN 0-224-04447-8
- Alfred A. Knopf（出版商），2005年2月，精装本，ISBN 0-679-45443-8
- Vintage Books，2005年，平装，ISBN 0-09-944068-7
- Vintage Books，2006年，平装，ISBN 0-09-944068-7
- Vintage Books，2007年，平装，ISBN 0-679-77631-1